# Damien Furtado
Damien Furtado (Épinay-sous-Sénart, 8 marzo 1997) è un calciatore francese, attaccante del Lusitanos Saint-Maur.

## Caratteristiche tecniche
È un'ala sinistra.

## Carriera
Ha esordito in Primeira Liga il 12 agosto 2018 con la maglia del Rio Ave in occasione del match perso 2-0 contro il Feirense.